# Гюнтер Шмідт
Гюнтер Шмідт (нар. 22 листопада 1938) — німецький сексолог, психотерапевт і соціальний психолог, що народився в Берліні.
Гюнтер Шмідт був директором центру сексуальних досліджень в клініці Університетського медичного центру Гамбург-Еппендорф (Eppendorf). Також він розпочав багато проєктів з дослідження сексуальності. Він був директором Німецького товариства сексуальних досліджень (DGfS) і президентом Міжнародної академії сексуальних досліджень (IASR).
Зараз він є директором дослідницького проєкту «Вагітність і аборт молодими жінками» та членом ради директорів організації pro familia, це неурядової організації з сексуального та репродуктивного здоров'я та репродуктивних прав у Німеччині.
Разом з іншим німецьким сексологом Мартіном Даннекером і Фолькмаром Сіґушем він є редактором Beiträge zur Sexualforschung (87 видань, які публікує Psychosozial-Verlag). Шмідт також є співредактором журналу Журнал досліджень сексуальності у Georg Thieme Verlag
Шмідт багато писав про соціологічні проблеми педофілії в сучасному суспільстві.

## Книги
- Студентська сексуальність (разом з Гансом Гізе), 1968
- Сексуальність працівника (разом з Фолькмаром Сігушем), 1971
- Сексуальність молоді (разом з Volkmar Sigusch), 1973
- Das große Der Die Das, 1986.
- Зникнення сексуальної моральності,1996.
- Сексуальні стосунки, Gießen, Psychosozial-Verlag, 1998.
- Діти сексуальної революції (редактор), Gießen, Psychosozial-Verlag, 2000.
- Сексуальність та пізній модерн (редактор), Gießen, Psychosozial-Verlag, 2002.
- Das neue Der Die Das, Gießen, Psychosozial-Verlag, 2004.
- Пізньомодерний світ стосунків, (разом із Сільєю Матісен, Арне Деккером, Куртом Старке), 2006.